# マックス＝ヨーゼフ・ペムゼル
マックス＝ヨーゼフ・ペムゼル（Max-Josef Pemsel、1897年1月15日 - 1985年6月30日）は、ドイツの陸軍軍人。最終階級はドイツ国防軍及びドイツ連邦軍で陸軍中将。

## 経歴
ドイツ帝国バイエルン王国のレーゲンスブルクに生まれる。第一次世界大戦中の1916年4月にバイエルン王国陸軍第11後備歩兵連隊に志願兵として入営し、西部戦線に従軍。1918年4月に少尉に昇進。戦後もヴァイマル共和国軍に残る。参謀教育を受け、第1山岳師団参謀長に就任した。
第二次世界大戦ではほぼ全ての戦線に従軍した。1941年10月、ドイツ軍占領下のセルビアでドイツ兵死者10人・負傷24人が出た攻撃への報復として、セルビア一般市民1600人（可能な限りユダヤ人およびロマとすること）を射殺する命令に署名した。1944年のノルマンディー上陸作戦の際は第7軍参謀長だった。連合軍の上陸箇所を正確に予測していたものの、パリ周辺に後置されていた装甲部隊を総統命令なしで動かすことを禁じられていたため、有効な対処が出来なかった。職務上西方軍総司令官ゲルト・フォン・ルントシュテット元帥と緊密な連絡をもった。
1944年11月に中将に昇進。12月には第6山岳師団長としてフィンランドからの撤退を指揮した功により騎士鉄十字章を受章した。翌年4月、リグリア軍参謀長としてイタリアで連合軍に降伏し、最初アメリカ軍、ついでイギリス軍の捕虜となった。
1948年4月に釈放され、市民生活を送ったのち1956年4月に少将として西ドイツのドイツ連邦軍に入営した。第VI軍管区司令官ののち、1957年4月に第2軍団長に任命された。1958年1月に中将に昇進。1961年9月に退役した。1963年1月、「私自身も、私の知り合いのドイツ国防軍将校の誰も、ナチス・ドイツが大量殺戮を行っていたとは当時は知らなかった」と証言した。ウルムで死去した。